# وزارة الخدمات الاجتماعية (أستراليا)
وزارة الخدمات الاجتماعية (بالإنجليزية: Department of Social Services)‏ هي وزارة في حكومة أستراليا مكلفة بالمسؤولية عن السياسات والبرامج الوطنية وتطوير وتنفيذ السياسة الاجتماعية في أستراليا. رئيس الوزارة هو سكرتير وزارة الخدمات الاجتماعية ويشغل المنصب حاليًا راي جريجس، الذي يقدم تقاريره إلى وزير الأسرة والخدمات الاجتماعية.

## وصلات خارجية
- موقع وزارة الخدمات الاجتماعية